# Ignazio La Russa
Ignazio Benito Maria La Russa (ur. 18 lipca 1947 w Paternò) – włoski polityk i prawnik, parlamentarzysta, w latach 2008–2011 minister obrony, od 2022 przewodniczący Senatu.

## Życiorys
Pochodzi z rodziny o tradycjach politycznych. Ojciec Antonino La Russa i brat Vincenzo La Russa zasiadali w parlamencie krajowym, brat Romano La Russa był eurodeputowanym. Ignazio La Russa ukończył studia prawnicze na Uniwersytecie w Pawii. Był zawodowym oficerem we włoskiej armii, później praktykował jako adwokat. Działalność polityczną rozpoczął w ramach postfaszystowskiego Włoskiego Ruchu Socjalnego. W 1985 został radnym regionu Lombardia. Od 1992 do 2008 włącznie w kolejnych wyborach sześciokrotnie wybierany do Izby Deputowanych, sprawował mandat posła XI, XII, XIII, XIV, XV i XVI kadencji.
W 1995 po rozwiązaniu MSI znalazł się wśród założycieli Sojuszu Narodowego, należał do najbliższych współpracowników Gianfranca Finiego. W 2008 po zwycięskich dla centroprawicy przedterminowych wyborów parlamentarnych objął stanowisko ministra obrony w czwartym rządzie Silvia Berlusconiego.
W tym samym roku, w związku z wyborem Gianfranco Finiego na przewodniczącego Izby Deputowanych i związaną z tym rezygnacją z kierowania Sojuszem Narodowym, Ignazio La Russa został pełniącym obowiązki przewodniczącego AN. Wraz z tym ugrupowaniem współtworzył jednolity Lud Wolności, będąc jednym z jego koordynatorów. Opuścił to ugrupowanie w 2012. W latach 2012–2013 był jednym z trzech współprzewodniczących partii Bracia Włosi – Centroprawica Narodowa, następnie do 2014 jej przewodniczącym. Z jej ramienia w 2013 po raz siódmy wybrany do Izby Deputowanych na XVII kadencję. W 2018 uzyskał natomiast miejsce w Senacie XVIII kadencji (reelekcja na XIX kadencję w 2022).
13 października 2022 został nowym przewodniczącym wyższej izby włoskiego parlamentu.